# Anderen
Anderen est un village néerlandais de la commune d'Aa en Hunze, situé dans la province de Drenthe. Avant 1998, il appartenait à la commune d'Anloo. Le 1er janvier 2020, la population s'élevait à 250 habitants.